# Dasybasis mellicallosa
Dasybasis mellicallosa är en tvåvingeart som beskrevs av M. Josephine Mackerras och Rageau 1958. Dasybasis mellicallosa ingår i släktet Dasybasis och familjen bromsar. Inga underarter finns listade i Catalogue of Life.